# Thomas MacLagan
Pour les articles homonymes, voir Maclagan.
Thomas John MacLagan (1838-1903) était un médecin et pharmacologue écossais originaire de la ville de Dundee.

## Biographie
Thomas MacLagan fut responsable du Royal Infirmary, hôpital de Dundee, de 1864 à 1866. Durant cette période, il fit face à une importante épidémie de rhumatisme articulaire aigu ; c'est à cette occasion qu'il imposa l'utilisation des thermomètres dans la surveillance clinique des patients.
Il s'établit plus tard à Londres, où il traita des patients tels que Thomas Carlyle et des membres de la famille royale.
On a dit à sa mort, en 1903, qu'il « méritait une place au Temple de la Célébrité parmi les grands bienfaiteurs de la race humaine ».

## Thèmes de recherche
Son travail le plus important fut réalisé dans le domaine de la pharmacologie avec l'étude des effets de la salicyline, extraite de l'écorce du saule. MacLagan établit ainsi ses propriétés anti-rhumatismales et antipyrétiques ; ses travaux ouvrirent la voie à ceux de l'Allemand Carl Thiersch, qui réalisa la synthèse de l'acide salicylique, le principe actif de l'aspirine, en 1874.